# Live Cream Volume II
Live Cream Volume II è un album Live dei Cream pubblicato nel 1972 e contiene materiale registrato dal vivo in marzo e ottobre 1968.

## Tracce

### Lato 1
1. Deserted Cities of the Heart (Jack Bruce, Pete Brown) - 4.33
2. White Room (Bruce, Brown) - 5.40
3. Politician (Bruce, Brown) - 5.08
4. Tales of Brave Ulysses (Eric Clapton, Martin Sharp) - 4.46

### Lato 2
1. Sunshine of Your Love (Clapton, Bruce, Brown) - 7.25
2. Steppin' Out (James Bracken) - 13.28 (indicata come Hideaway sull'LP originale)

- Traccia 5 registrata 9 marzo, 1968 al Winterland, San Francisco.
- Tracce 4 & 6 registrate 10 marzo, 1968 al Winterland, San Francisco.
- Tracce 1, 2 & 3 registrate il 4 ottobre, 1968 al Oakland Coliseum Arena, Oakland.

## Formazione
- Eric Clapton - chitarra solista, chitarra acustica, voce, coro
- Jack Bruce - basso, armonica a bocca, voce, coro
- Ginger Baker - batteria, percussioni, voce